# Autoceļš A12
Autoceļš A12 ist eine zu Lettlands Staatsstraßen gehörende „Staatliche Hauptstraße“ (lett. Valsts galvenie Autoceļi). Sie führt von Jēkabpils nach Zilupe und dann weiter zur Grenze mit Russland, wo sie in die russische Straße M9 übergeht. Die A12 ist Teil der Europastraße 22.